# Amalia Aranaz Murillo
Amalia Aranaz Murillo, nació en Don Benito, el 5 de junio de 1995. Es una Maestra Internacional Femenina de ajedrez española.

## Resultados destacados en competición
Comenzó a destacar en los campeonatos por edades, ha  sido campeona de España en los campeonatos sub-10 en el año 2005, sub-12 del año 2007, sub-14 del año 2008, sub-16 de los años 2011, y Campeonato de España Juvenil Femenino sub-18 de los años 2010 y 2011.
Fue subcampeona del Campeonato de Europa Juvenil Femenino sub-18 en el año 2012.
Participó representando a España en las Olimpíadas de ajedrez en una ocasión, en el año 2010 en Janti-Mansisk, Rusia.